# Saboteur!
Saboteur! es un juego de acción publicado en 1985 por Durell Software para varios ordenadores de 8 bits. Fue programado por Clive Townsend. 

## Argumento
Debes entrar en un almacén y recuperar un disco que contiene los nombres de los líderes rebeldes.

## Desarrollo
El jugador debe moverse a través de las habitaciones que componen un almacén, túneles subterráneos y un centro de control para encontrar el disco y escapar. El personaje cuenta con una barra indicadora de energía, que se pierde al caer desde demasiado alto, permanecer bajo el agua o ser atacado. Si el nivel de energía llega a cero o el tiempo se agota, el juego termina. Para incrementar el nivel simplemente hay que descansar en un área segura.
El saboteador puede agacharse, subir y bajar escaleras, correr y atacar enemigos mediante puñetazos o derribos. Empieza con un shuriken como arma, pudiendo emplear otras improvisadas, como ladrillos o tubos metálicos, encontradas en montones de basura y cajas a lo largo del almacén. Este cuenta con sistemas de seguridad que el jugador debe evitar o deshabilitar, incluyendo a guardias, perros y puestos con armas automáticas.
Saboteur! tiene un sistema de selección de dificultad , con el que se puede ajustar el número de guardias, el tiempo disponible para realizar la misión, y cómo de fácil será el camino hasta el disco y el helicóptero de escape, por el número de puertas bloqueadas.

## Secuela
El juego tuvo una continuación en 1987, llamada Saboteur II.